# Temporada 1990-91 de los Atlanta Hawks
La temporada 1990-91 fue la vigesimotercera de los Atlanta Hawks en la NBA en su ubicación de Atlanta, la cuadragésimo segunda en la liga y la cuadragésimo quinta desde su fundación. La temporada regular acabó con 43 victorias y 39 derrotas, ocupando el sexto puesto de la Conferencia Este, clasificándose para los playoffs, en los que cayeron ante Detroit Pistons en primera ronda.

## Elecciones en elDraft
| Ronda | Puesto | Jugador         | Posición | Nacionalidad   | Universidad |
| ----- | ------ | --------------- | -------- | -------------- | ----------- |
| 1     | 10     | Rumeal Robinson | Base     | Estados Unidos | Michigan    |
| 2     | 36     | Trevor Wilson   | Alero    | Estados Unidos | UCLA        |
| 2     | 41     | Steve Bardo     | Escolta  | Estados Unidos | Illinois    |

## Temporada regular
| División Central    | División Central | División Central | División Central | División Central | División Central | División Central | División Central | División Central |
| Equipo              | G                | P                | %                | PD               | Casa             | Fuera            | Div              |                  |
| ------------------- | ---------------- | ---------------- | ---------------- | ---------------- | ---------------- | ---------------- | ---------------- | ---------------- |
| y-Chicago Bulls     | 61               | 21               | .744             | —                | 35–6             | 26–15            | 25–5             |                  |
| x-Detroit Pistons   | 50               | 32               | .610             | 11               | 32–9             | 18–23            | 19-11            |                  |
| x-Milwaukee Bucks   | 48               | 34               | .585             | 13               | 33–8             | 15–26            | 16–14            |                  |
| x-Atlanta Hawks     | 43               | 39               | .524             | 18               | 29–12            | 14–27            | 11–19            |                  |
| x-Indiana Pacers    | 41               | 41               | .500             | 20               | 29-12            | 12–29            | 15-15            |                  |
| Cleveland Cavaliers | 33               | 49               | .402             | 28               | 23–18            | 10–31            | 11-19            |                  |
| Charlotte Hornets   | 26               | 56               | .317             | 35               | 17–24            | 9–32             | 8–22             |                  |

## Playoffs

### Primera ronda
Detroit Pistons  vs. Atlanta Hawks
| Fecha       | Partido                                | Ciudad  |
| ----------- | -------------------------------------- | ------- |
| 26 de abril | Detroit Pistons 98, Atlanta Hawks 103  | Detroit |
| 28 de abril | Detroit Pistons 101, Atlanta Hawks 88  | Detroit |
| 30 de abril | Atlanta Hawks 91, Detroit Pistons 103  | Atlanta |
| 2 de mayo   | Atlanta Hawks 123, Detroit Pistons 111 | Atlanta |
| 5 de mayo   | Detroit Pistons 113, Atlanta Hawks 81  | Detroit |
|             | Detroit Pistons gana las series 3-2    |         |

## Estadísticas

### Temporada regular
| Rk | Jugador           | Edad | P  | PT | MP   | TC  | TCI  | %TC  | T3  | T3I | %T3  | TL  | TLI | %TL   | RO  | RD  | RT  | AS  | RB  | TAP | BP  | FP  | PTS  |
| -- | ----------------- | ---- | -- | -- | ---- | --- | ---- | ---- | --- | --- | ---- | --- | --- | ----- | --- | --- | --- | --- | --- | --- | --- | --- | ---- |
| 1  | Dominique Wilkins | 31   | 81 | 81 | 38.0 | 9.5 | 20.2 | .470 | 1.0 | 3.1 | .341 | 5.9 | 7.1 | .829  | 3.2 | 5.8 | 9.0 | 3.3 | 1.5 | 0.8 | 2.5 | 1.9 | 25.9 |
| 2  | Doc Rivers        | 29   | 79 | 79 | 32.7 | 5.6 | 12.9 | .435 | 1.1 | 3.3 | .336 | 2.8 | 3.3 | .844  | 0.6 | 2.6 | 3.2 | 4.3 | 1.9 | 0.6 | 1.6 | 2.7 | 15.2 |
| 3  | Kevin Willis      | 28   | 80 | 80 | 29.7 | 5.6 | 11.0 | .504 | 0.1 | 0.1 | .400 | 2.0 | 3.0 | .668  | 3.2 | 5.6 | 8.8 | 1.2 | 0.8 | 0.5 | 1.9 | 2.9 | 13.1 |
| 4  | Spud Webb         | 27   | 75 | 64 | 29.3 | 4.8 | 10.7 | .447 | 0.7 | 2.2 | .321 | 3.1 | 3.5 | .868  | 0.5 | 1.8 | 2.3 | 5.6 | 1.6 | 0.1 | 1.9 | 2.4 | 13.4 |
| 5  | Jon Koncak        | 27   | 77 | 61 | 25.1 | 1.8 | 4.2  | .436 | 0.0 | 0.1 | .125 | 0.4 | 0.7 | .593  | 1.3 | 3.6 | 4.9 | 1.6 | 1.0 | 1.0 | 0.6 | 3.4 | 4.1  |
| 6  | John Battle       | 28   | 79 | 2  | 23.6 | 5.0 | 10.9 | .461 | 0.2 | 0.6 | .286 | 3.4 | 4.0 | .854  | 0.4 | 1.6 | 2.0 | 2.7 | 0.6 | 0.1 | 1.4 | 1.8 | 13.6 |
| 7  | Moses Malone      | 35   | 82 | 15 | 23.3 | 3.4 | 7.3  | .468 | 0.0 | 0.1 | .000 | 3.8 | 4.5 | .831  | 3.3 | 4.8 | 8.1 | 0.8 | 0.4 | 0.9 | 1.7 | 1.6 | 10.6 |
| 8  | Sidney Moncrief   | 33   | 72 | 3  | 15.2 | 1.6 | 3.3  | .488 | 0.3 | 0.9 | .328 | 1.1 | 1.5 | .781  | 0.4 | 1.3 | 1.8 | 1.4 | 0.7 | 0.1 | 0.9 | 1.6 | 4.7  |
| 9  | Duane Ferrell     | 25   | 78 | 2  | 14.9 | 2.2 | 4.6  | .489 | 0.0 | 0.0 | .667 | 1.6 | 2.0 | .801  | 1.2 | 1.1 | 2.3 | 0.7 | 0.4 | 0.3 | 1.0 | 1.9 | 6.1  |
| 10 | Rumeal Robinson   | 24   | 47 | 16 | 14.3 | 2.3 | 5.1  | .446 | 0.0 | 0.2 | .182 | 1.0 | 1.7 | .588  | 0.4 | 1.1 | 1.5 | 2.8 | 0.7 | 0.2 | 1.6 | 1.4 | 5.6  |
| 11 | Tim McCormick     | 28   | 56 | 7  | 12.3 | 1.7 | 3.3  | .497 | 0.0 | 0.1 | .000 | 1.2 | 1.6 | .733  | 1.0 | 1.9 | 2.9 | 0.6 | 0.2 | 0.3 | 0.8 | 1.6 | 4.5  |
| 12 | Trevor Wilson     | 22   | 25 | 0  | 6.5  | 0.8 | 2.8  | .300 | 0.0 | 0.1 | .000 | 0.5 | 1.0 | .500  | 0.6 | 1.0 | 1.6 | 0.4 | 0.2 | 0.0 | 0.7 | 0.5 | 2.2  |
| 13 | Howard Wright     | 23   | 4  | 0  | 5.0  | 0.5 | 0.8  | .667 | 0.0 | 0.0 |      | 0.3 | 0.3 | 1.000 | 0.3 | 1.3 | 1.5 | 0.0 | 0.0 | 0.0 | 0.5 | 0.8 | 1.3  |
| 14 | Gary Leonard      | 23   | 4  | 0  | 2.3  | 0.0 | 0.0  |      | 0.0 | 0.0 |      | 0.5 | 1.0 | .500  | 0.0 | 0.5 | 0.5 | 0.0 | 0.0 | 0.3 | 0.0 | 0.5 | 0.5  |

### Playoffs
| Rk | Jugador           | Edad | P | PT | MP   | TC  | TCI  | %TC   | T3  | T3I | %T3  | TL  | TLI | %TL   | RO  | RD  | RT  | AS  | RB  | TAP | BP  | FP  | PTS  |
| -- | ----------------- | ---- | - | -- | ---- | --- | ---- | ----- | --- | --- | ---- | --- | --- | ----- | --- | --- | --- | --- | --- | --- | --- | --- | ---- |
| 1  | Dominique Wilkins | 31   | 5 | 5  | 39.0 | 7.0 | 18.8 | .372  | 0.4 | 3.0 | .133 | 6.4 | 7.0 | .914  | 1.2 | 5.2 | 6.4 | 2.6 | 1.8 | 1.0 | 2.2 | 1.6 | 20.8 |
| 2  | Doc Rivers        | 29   | 5 | 5  | 34.6 | 6.0 | 12.8 | .469  | 0.2 | 2.2 | .091 | 3.4 | 3.8 | .895  | 1.2 | 2.8 | 4.0 | 3.0 | 1.0 | 0.4 | 0.8 | 2.8 | 15.6 |
| 3  | Kevin Willis      | 28   | 5 | 5  | 31.8 | 5.4 | 13.4 | .403  | 0.4 | 0.6 | .667 | 4.2 | 6.0 | .700  | 3.6 | 5.4 | 9.0 | 1.0 | 0.6 | 0.2 | 0.4 | 4.4 | 15.4 |
| 4  | Spud Webb         | 27   | 5 | 5  | 30.8 | 5.0 | 11.4 | .439  | 1.0 | 2.4 | .417 | 2.2 | 3.2 | .688  | 1.6 | 2.8 | 4.4 | 4.8 | 1.4 | 0.2 | 2.6 | 2.6 | 13.2 |
| 5  | Jon Koncak        | 27   | 5 | 5  | 26.6 | 0.8 | 2.8  | .286  | 0.0 | 0.0 |      | 0.4 | 0.4 | 1.000 | 0.8 | 3.8 | 4.6 | 1.4 | 0.4 | 0.8 | 0.6 | 3.4 | 2.0  |
| 6  | John Battle       | 28   | 5 | 0  | 21.4 | 3.2 | 8.8  | .364  | 0.4 | 1.0 | .400 | 4.8 | 5.0 | .960  | 0.8 | 1.2 | 2.0 | 2.2 | 0.2 | 0.0 | 1.8 | 2.2 | 11.6 |
| 7  | Sidney Moncrief   | 33   | 5 | 0  | 18.2 | 2.2 | 4.4  | .500  | 0.2 | 1.2 | .167 | 2.6 | 3.2 | .813  | 1.2 | 2.0 | 3.2 | 0.4 | 0.6 | 0.0 | 0.6 | 3.2 | 7.2  |
| 8  | Moses Malone      | 35   | 5 | 0  | 16.8 | 0.8 | 4.0  | .200  | 0.0 | 0.0 |      | 2.6 | 2.8 | .929  | 3.2 | 3.0 | 6.2 | 0.6 | 0.4 | 0.2 | 0.4 | 0.8 | 4.2  |
| 9  | Duane Ferrell     | 25   | 5 | 0  | 14.6 | 1.6 | 3.6  | .444  | 0.0 | 0.0 |      | 1.6 | 2.4 | .667  | 1.2 | 2.2 | 3.4 | 0.6 | 0.0 | 0.0 | 0.4 | 2.0 | 4.8  |
| 10 | Tim McCormick     | 28   | 2 | 0  | 6.5  | 1.0 | 3.5  | .286  | 0.0 | 0.0 |      | 1.0 | 1.5 | .667  | 0.5 | 0.5 | 1.0 | 0.0 | 0.0 | 0.0 | 0.0 | 0.5 | 3.0  |
| 11 | Rumeal Robinson   | 24   | 2 | 0  | 6.5  | 0.5 | 2.0  | .250  | 0.0 | 0.0 |      | 0.0 | 0.0 |       | 0.0 | 0.5 | 0.5 | 0.5 | 0.5 | 0.0 | 2.0 | 0.5 | 1.0  |
| 12 | Gary Leonard      | 23   | 2 | 0  | 2.5  | 1.0 | 1.0  | 1.000 | 0.0 | 0.0 |      | 0.0 | 0.0 |       | 0.0 | 1.0 | 1.0 | 0.0 | 0.0 | 0.0 | 0.0 | 0.0 | 2.0  |

## Galardones y récords
| Jugador/Entrenador | Galardón                              |
| Dominique Wilkins  | 2.º Mejor quinteto de la NBA All-Star |